# Roestkaptangare
De roestkaptangare (Hemithraupis ruficapilla) is een zangvogel uit de familie Thraupidae (tangaren).

## Verspreiding en leefgebied
Deze soort is endemisch in Brazilië en telt 2 ondersoorten:
- H. r. bahiae: oostelijk Brazilië.
- H. r. ruficapilla: zuidoostelijk Brazilië.